# Opel Corsa E
L'Opel Corsa E est une petite voiture fabriquée par Adam Opel AG de novembre 2014 à juin 2019.
La Corsa E était la cinquième génération de la série et remplaçait la Corsa D vendue pendant huit ans. Opel a adapté l'apparence du véhicule de la plus petite Adam; Des éléments de conception de l’Insignia sont également reconnaissables. Comme ses prédécesseurs, la Corsa était proposée en modèle trois et cinq portes. Le châssis de la Corsa E a été entièrement repensé. La plate-forme de la Corsa E correspond largement à celle de la Corsa D; Les deux modèles ne diffèrent guère par leurs dimensions.

## Historique du modèle

### Général
La Corsa E a été présentée au Mondial de l'Automobile de Paris du 4 au 19 octobre 2014. Entre autres choses, elle était disponible avec de nouveaux moteurs essence trois cylindres turbocompressés avec arbre d'équilibrage. Elle est extradée vers la Suisse à partir de janvier 2015. En Allemagne, Opel l'a lancé sur le marché le 24 janvier 2015.
Le concept du châssis de la Corsa, avec triangles et jambes de force MacPherson à l'avant et essieu à poutre de torsion à l'arrière, direction à crémaillère à assistance électrique et freins à disque à commande hydraulique, est resté le même, les différentes pièces ont été nouvellement développées. Le centre de gravité du véhicule est cinq millimètres plus bas que celui du modèle précédent.
Comme sa prédécesseur, la Corsa E a été fabriquée dans les usines d'Eisenach et de Saragosse. La dernière Corsa E est sortie des chaînes de montage d'Eisenach le 3 mai 2019 et depuis lors, les modèles Corsa sont exclusivement fabriqués à Saragosse.
La successeur, la Corsa F, a été présentée en juin 2019.

### Variantes d'équipement
En plus du modèle de base, il y avait dix variantes d'équipement (année modèle) Color Edition, Edition, Innovation (jusqu'en 2018), On (2018), Selection, Active (2017 et 2018), Drive (2016), 120 Jahre (2019), S (2018) et GSi (2019).
Les nouvelles options d'équipement comprenaient un système de phares bi-xénon, qui fonctionne avec un brûleur de 25 watts et qui ne dispose pas de réglage automatique de la portée des phares ni de systèmes de nettoyage des phares mais de feux de circulation diurne à LED, et des système d'aide à la conduite comme assistant de signalisation routière, alerte de franchissement involontaire de ligne, affichage des distances, avertissement de collision frontale, assistant de feux de route et avertissement d'angle mort. Un volant chauffant, une caméra de recul et un porte-vélos FlexFix étaient également disponibles.
L'Opel Corsa E était proposée dans les couleurs suivantes : Arktisblau, Nachtblau, Opalblau, Royalblau, Apfelgrün, Mintgrün, Smaragdgrün, Sunnygelb, Mandarinorange, Magmarot, Abaloneweiß, Schneeweiß, Argonsilber, Karbonsilber, Platinanthrazit et Graphitschwarz. Certaines couleurs n'étaient disponibles que pour certains modèles.

### Galerie d'images

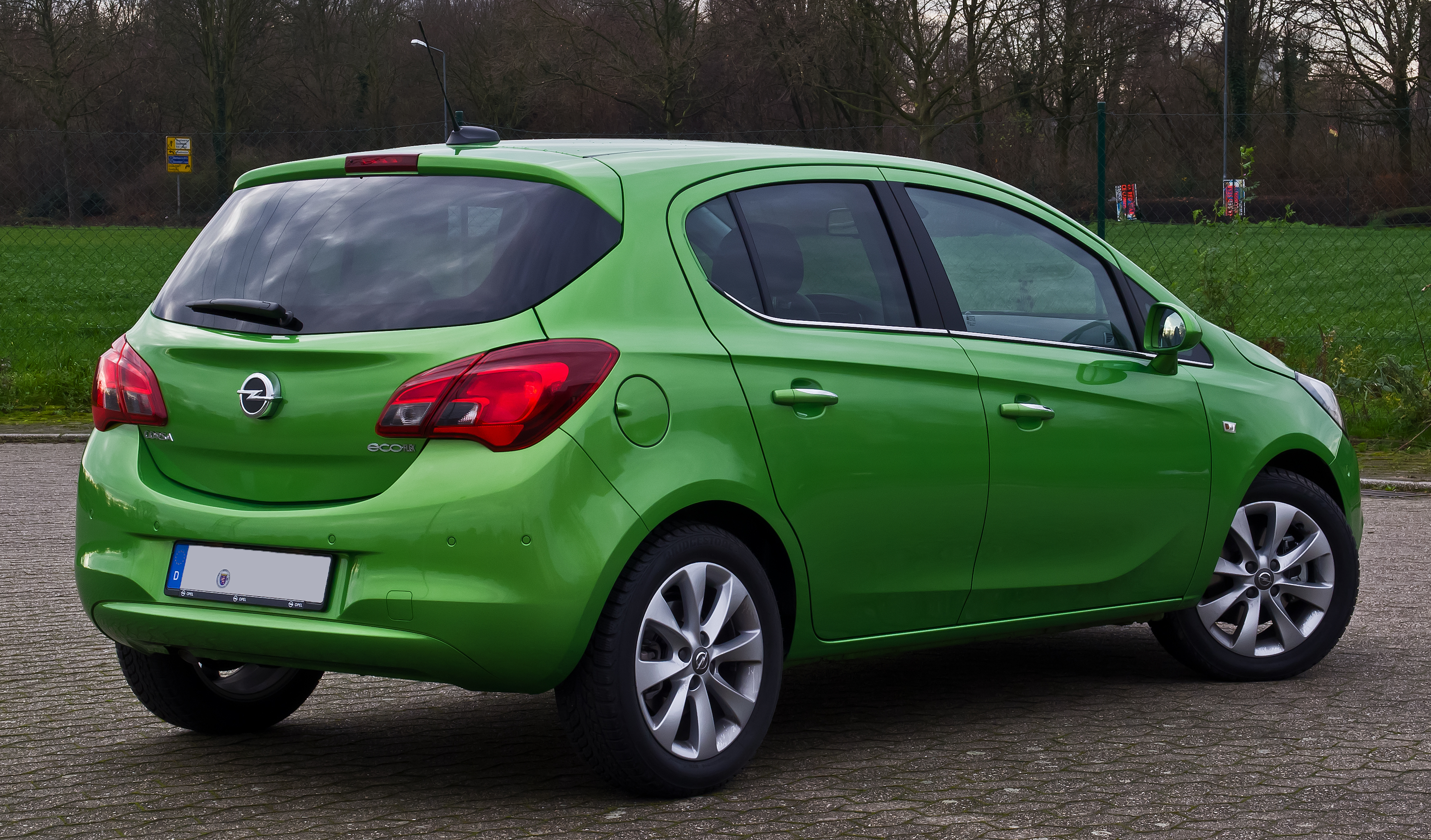
Vue arrière
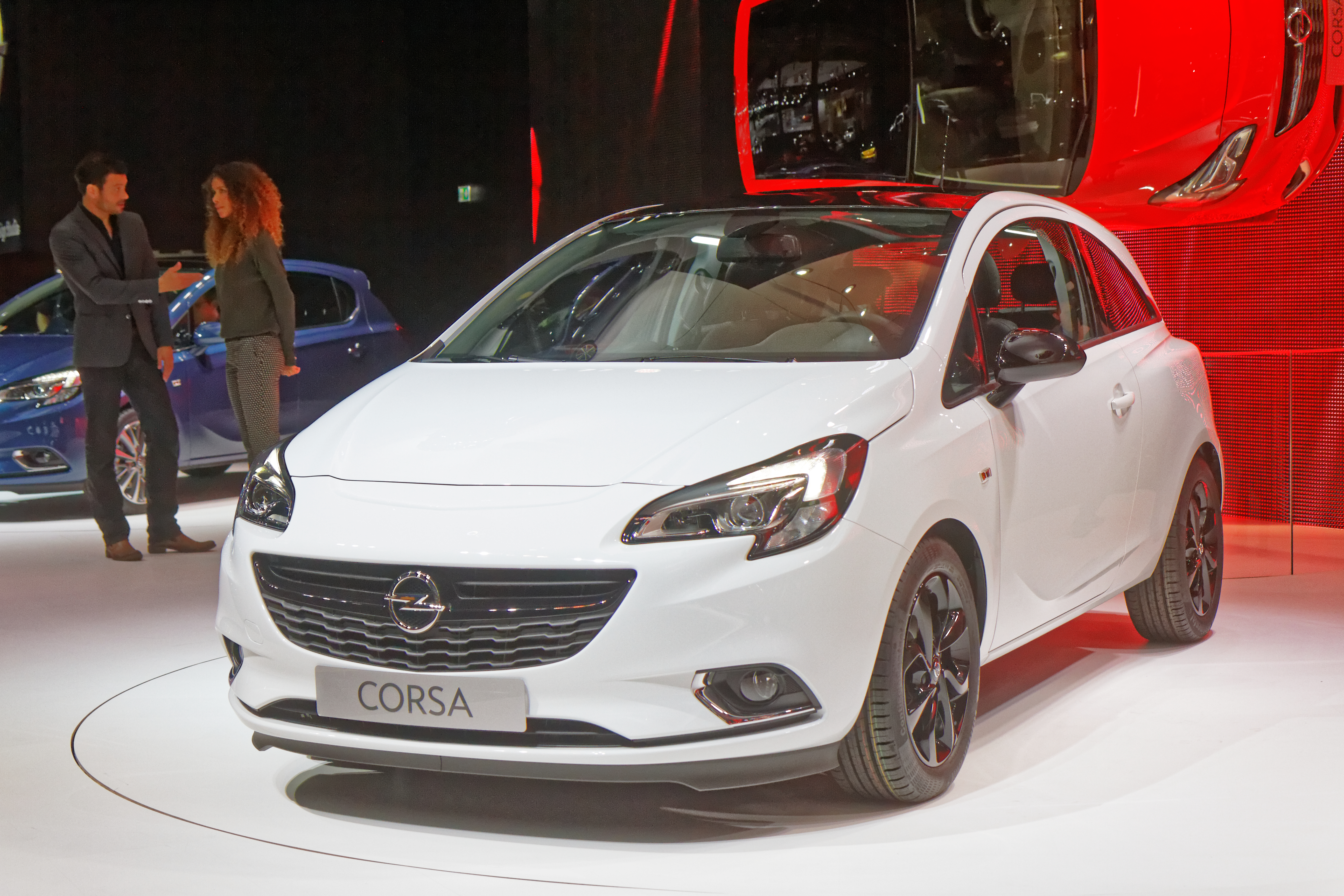
Opel Corsa trois portes (2014–2019)
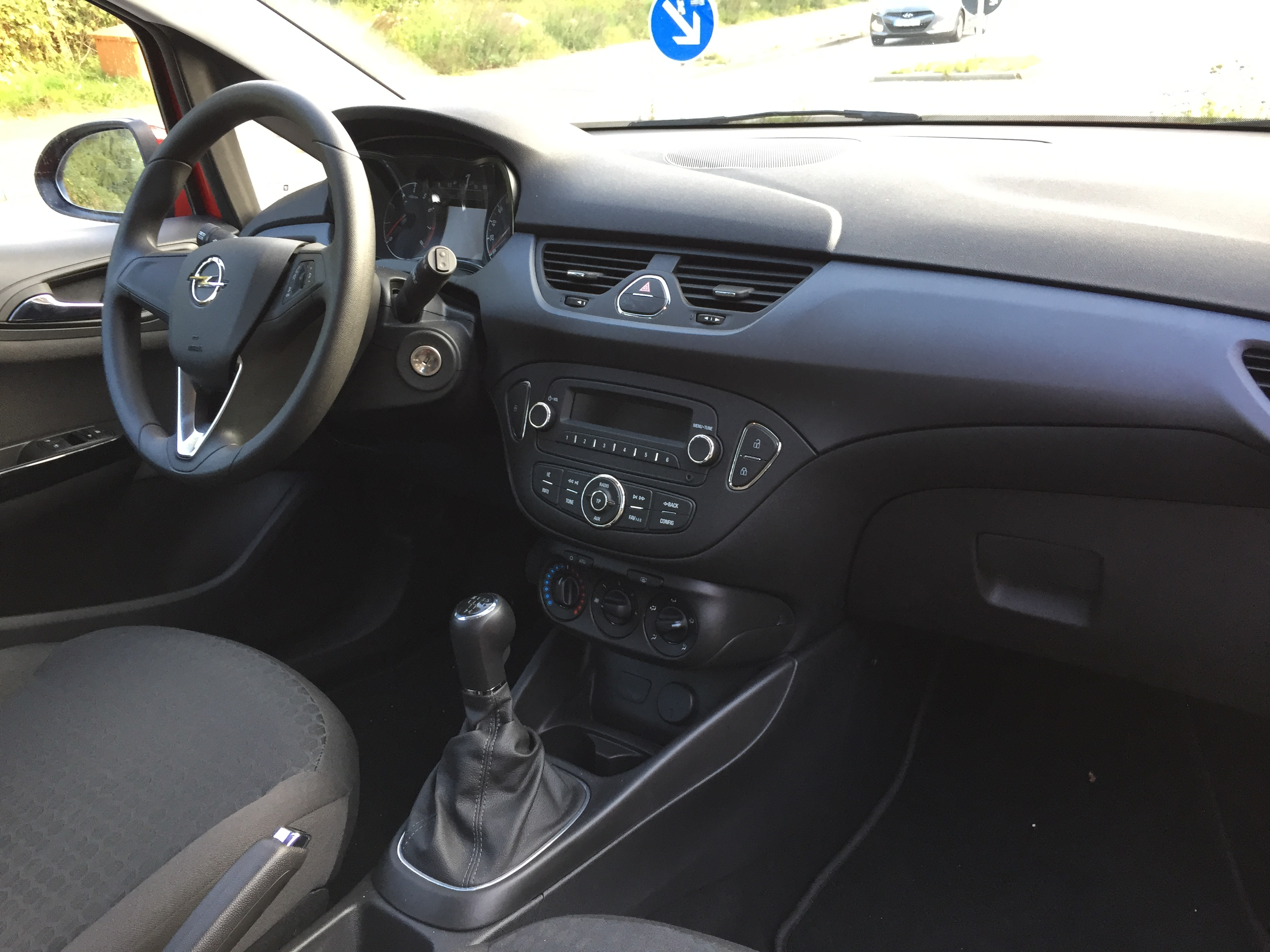
Intérieur avec équipement de base
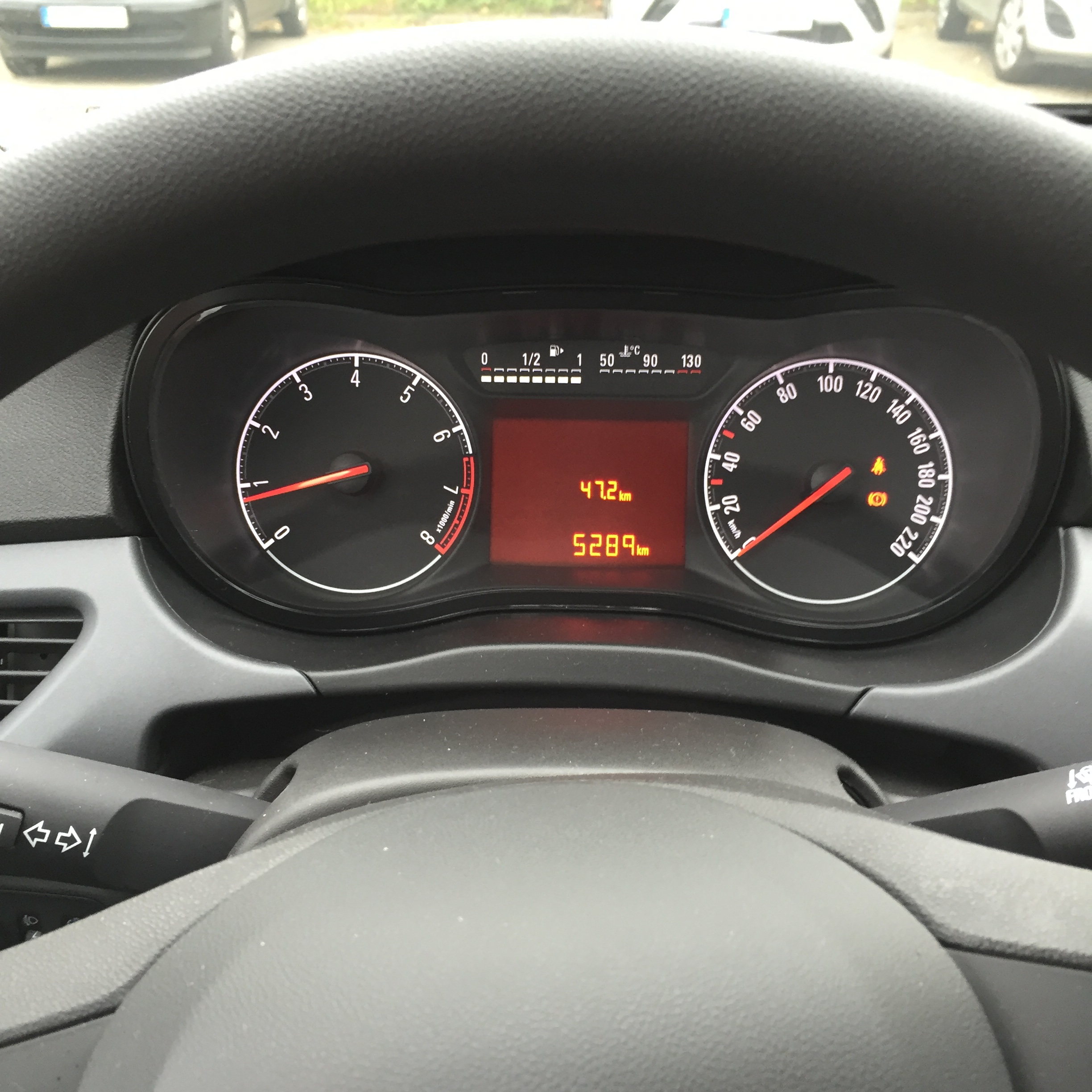
Tableau de bord
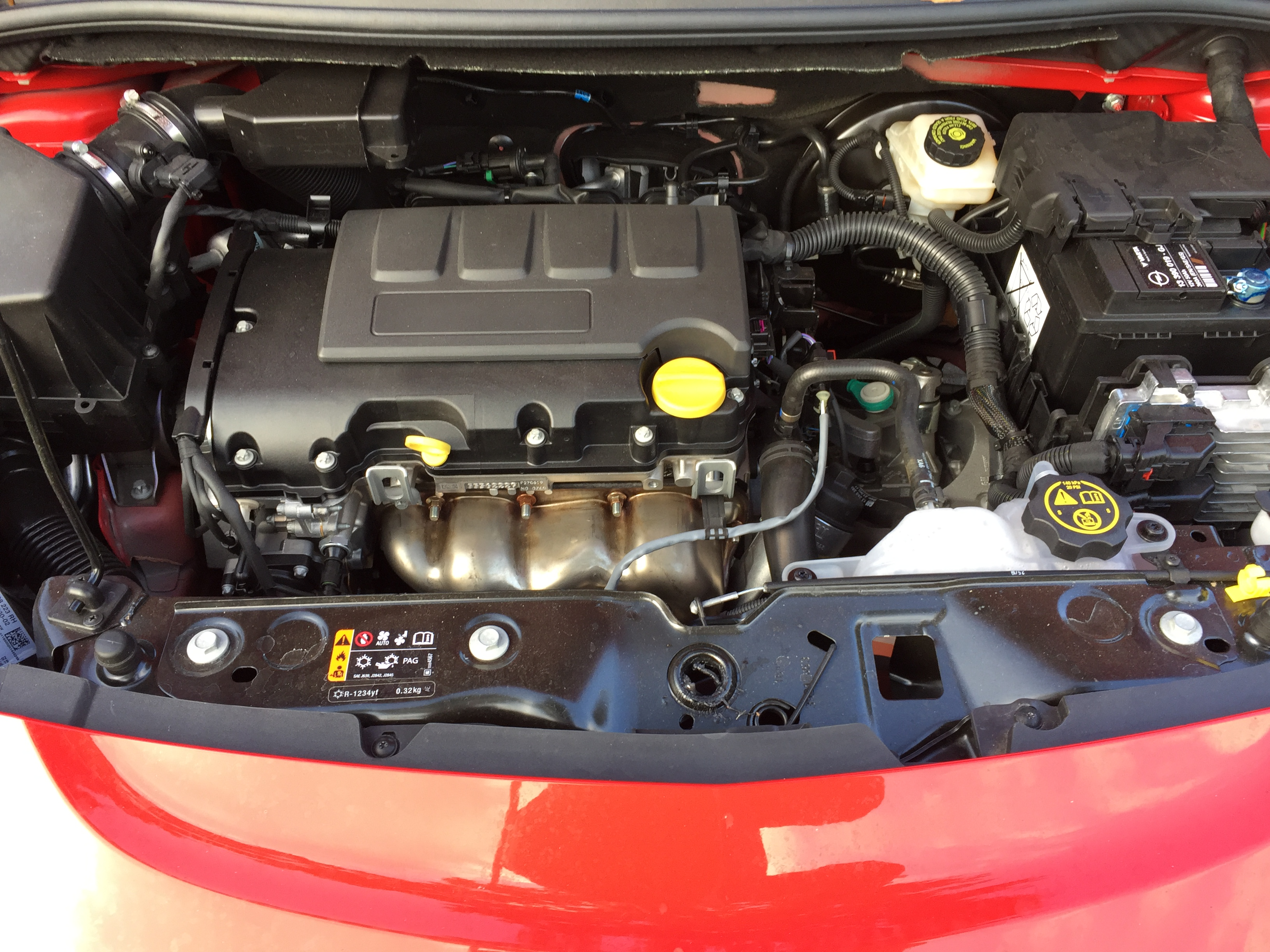
Vue dans le compartiment moteur